# کرواوتسی
کرواوتسی (به صربی: Krvavci) یک منطقهٔ مسکونی در صربستان است.